# Lobsang Tsultrim Jigme Gyatso
Taktser Rinpoché
Lobsang Dargye Thupten Jigme Norbu
Lobsang Tsultrim Jigme Gyatso (tibétain བློ་བཟང་ཚུལ་ཁྲིམས་འཇིགས་མེད་རྒྱ་མཚོ, Wylie : blo bzang tshul khrims 'jigs med rgya mtsho, THL : Lobsang Tsultrim Jigme Gyatso ; pinyin : Luosang Cuichen Jiumei Jiacuo) (né en 1856 à Taktser, Amdo/Qinghai-1919 à Kumbum) est le 5e dans la lignée des Taktser Rinpoché, était un lama tibétain. Il est l'oncle maternel de Choekyong Tsering, le père de Tenzin Gyatso, le 14e dalaï-lama,.

## Biographie
En 1868, Taktser Rinpoché échappa à la mort lors d'une insurrection locale liée au soulèvement musulman du nord-ouest qui entraîna la destruction du monastère de Kumbum et de villages environnants, réduisant à l'état de cendre la ferme familiale. Il se réfugia chez un ami boucher musulman, et déguisé en mendiant s'enfuit en Mongolie-Extérieure. Grâce à des talents de guérisseur, il s’acquit une réputation et une fortune en Mongolie et en Russie tsariste. Il regagna Kumbum accompagné d'une caravane de trésors, dont des horloges à coucous et des boites à musiques. Il fit reconstruire le monastère, puis la ferme pour sa sœur et son époux, lorsqu'il s’aperçut qu'ils étaient sans logement. Elle devint la maison de leur fils, Choekyong Tsering, et de son épouse Sonam Tsomo, que Taktser Rinpoché nomma Dekyi Tsering lorsqu'elle vint à Taktser. 
En 1880, il est nommé soixante-sixième abbé de Kumbum, pour trois ans. Il démissionne pour se rendre à Lhassa où il rejoint le collège de Gomang du monastère de Drepung. Il y rencontre Thubten Gyatso, 13e dalaï-lama. Il y rénove les dortoirs des moines de Kumbum. Il reçoit aussi des enseignements au Monastère de Sakya.
Le 13e dalaï-lama le renvoie à Kumbum, où, en 1892, il est à nouveau soixante-treizième abbé du monastère. Il retourne en Mongolie en 1894, évitant les guerres dans la région de Salar. 
À la suite de l'expédition militaire britannique au Tibet (1903-1904), Thubten Gyatso, 13e dalaï-lama s'enfuit en Mongolie-Extérieure en 1904, avant de se rendre dans l'Amdo, et de séjourner au monastère de Kumbum. 
Taktser Rinpoché revient à Kumbum en 1906, alors le dalaï-lama était déjà là, s'y arrêtant  4 mois lors de son retour à Lhassa depuis Pékin. 
En 1906, le 13e dalaï-lama arrive à Kumbum chamba-ling. Après son arrivée, Lobsang Tsultrim Jigme Gyatso l'a invité à une assemblée monastique.
Le dalaï-lama joua un rôle actif dans son administration ; avec la coopération de Taktser Rinpoché, il institue de nouveaux règlements et expulse les moines ayant rompu leurs vœux. Leurs actions ont engendré une certaine animosité et, après le départ du  dalaï-lama, Taktser Rinpoché est également parti, retournant en Mongolie.
Il est mort peu avant la naissance de Tsering Dolma (1919), le premier enfant de Choekyong Tsering et de Dekyi Tsering.